# Welf VII

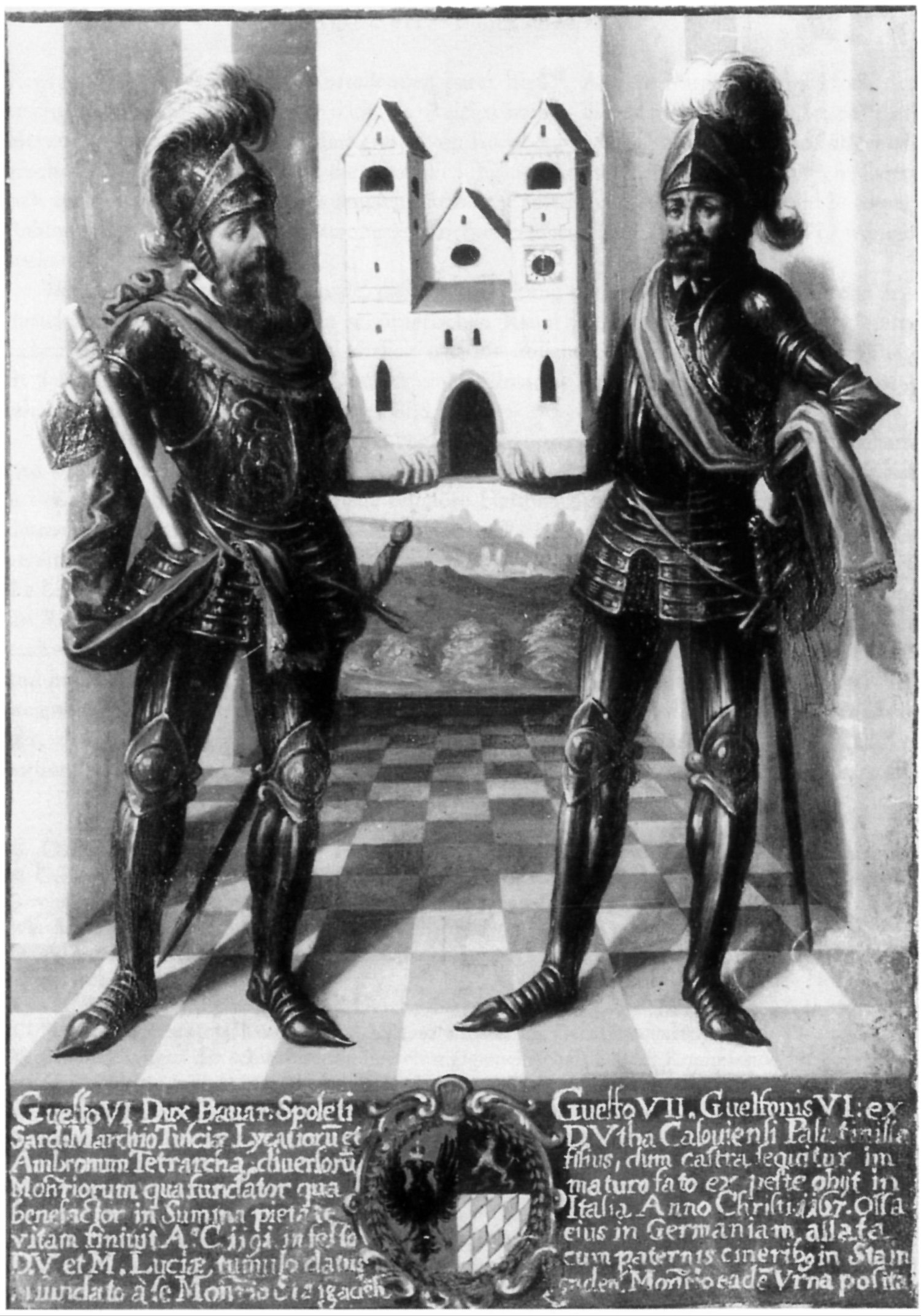
Welf VI met Welf VII

Welf VII (c.1135 – Siena,  11 of 12 september 1167) was de enige zoon van Welf VI,  hertog van Spoleto en van  Uta van Calw.  Zijn vader erfde de familiebezittingen in Zwaben, w.o.  de graafschappen Altdorf en Ravensburg, die hij aan  Welf gaf. Welf verbleef echter het grootste deel van zijn tijd in de Italiaanse bezittingen van zijn vader, terwijl deze zelf in Zwaben bleef. Beide Welfen steunden Frederik Barbarossa als koning van Duitsland en vergezelden hem op de Italiaanse campagnes vanaf  1154. In nam hij  deel aan de strijd tussen zijn vader en Hugo van Tübingen. Welf  nam ook deel aan de campagne van 1167, toen malaria  het leger vernietigde en de keizer verplichtte om zich terug te trekken over de Alpen. Welf werd ook getroffen door de malaria en stierf in 1167.